# 台東区立忍岡小学校
台東区立忍岡小学校（たいとうくりつ しのぶがおかしょうがっこう）は、東京都台東区池之端二丁目にある区立小学校。

## 概要
かつては台東区池之端幼稚園が併設されていた。現在は忍岡こども園（2017年10月1日開設、旧池之端幼稚園敷地）が併設されている。現在の校歌はサトウハチロー作詞、足羽章作曲、伊藤雪彦編曲。最寄り駅は、東京メトロ千代田線根津駅、JR上野駅等。児童は全員制服を着用。

## 沿革
- 1875年（明治8年）10月2日 - 池之端七軒町東淵寺に忍岡学校開校。
- 1876年（明治9年）10月1日 - 茅町（現:池之端1丁目）に校舎に移転（木造一部2階）。
- 1886年（明治19年）11月27日 - 下谷小学校と合併し、分校となる。
- 1891年（明治24年）4月1日 - 再び独立し、忍岡尋常小学校となる。
- 1914年（大正3年）3月31日 - 現在地に木造校舎完成。
- 1932年（昭和7年）11月28日 - 鉄筋コンクリートモデル校舎新築。
- 1941年（昭和16年）4月1日 - 国民学校令により、東京都忍岡国民学校と改称。
- 1944年（昭和19年）8月14日 - 戦局の悪化により、福島県押立温泉、猪苗代町、中の沢温泉に学童集団疎開。
- 1945年（昭和20年）3月9日 - 戦災により校舎全焼。
- 1947年（昭和22年）4月1日 - 学制改革により、台東区立忍岡小学校と改称。同日、校舎の一部を応急修理し、本校に復帰。
- 1971年（昭和46年）
  - 3月31日 - 併設幼稚園開園に伴う大規模工事実施。
  - 4月1日 - 台東区池之端幼稚園併設[1]
- 1973年（昭和48年）7月20日 - 校舎全面改築第1期工事完成。
- 1974年（昭和49年）8月31日 - 校舎全面改築第2期工事完成。
- 1975年（昭和50年）2月26日 - 校舎完成し、落成式挙行。
- 1983年（昭和58年）11月27日 - 校庭に遊具施設を設置。
- 1989年（平成元年）
  - 8月30日 - 3階・4階普通教室大規模改修工事完了。
  - 11月26日 - 特別教室と給食調理室大規模改修工事完了。
- 1990年（平成2年）
  - 8月30日 - 2階普通教室大規模改修工事完了。
  - 10月25日 - 管理諸室大規模改修工事完了。
- 1991年（平成3年）8月30日 - 1階大規模改修工事完了。
- 1993年（平成5年）
  - 1月20日 - 体育館・校庭・プール大規模改修工事完了。
  - 9月25日 - 一輪車置場施設完了。
- 1994年（平成6年）2月14日 - 鉄棒施設増設。
- 1995年（平成7年）3月2日 - 正門前舗装工事完了。
- 1997年（平成9年）10月12日 - 耐震補強工事終了。
- 1998年（平成10年）9月30日 - ランチルーム改修。
- 1999年（平成11年）9月7日 - 栽培園設置工事完了。
- 2007年（平成19年）6月1日 - 特別教室（図書室・理科室・図工室他）に、クーラー設置
- 2009年（平成21年）2月27日 - 屋上緑化工事完了。
- 2019年（平成31年）4月1日 - 東京都教育委員会オリンピック・パラリンピック教育アワード校。
- 2021年（令和3年）
  - 4月1日 - 東京都教育委員会オリンピック・パラリンピック教育アワード校。
  - 7月30日 - 国立西洋美術館世界遺産登録5周年記念式に出演。

## 通学区域
東京都台東区教育委員会によって指定されている忍岡小学校の通学区域は、以下の通り。
- 池之端一丁目（2番-6番）
- 池之端二丁目（全域）
- 池之端三丁目（全域）
- 池之端四丁目（全域）
- 谷中一丁目（1番-5番、6番1号-11号・29号-33号、7番1号-31号・41号）
- 上野公園（1番-11番）

## 進学先中学校
公立中学校に進学する場合は次の1校が東京都台東区教育委員会により指定されている。
- 台東区立上野中学校

## アクセス
- 東京メトロ千代田線根津駅（出口2）から、徒歩5分。
- JR東日本各線上野駅
  - しのばず口から、徒歩13分。
  - 公園口から、徒歩15分。
- 京成電鉄本線京成上野駅から、徒歩10分。
- 学校ホームページ内「沿革」には、記載無いが、都営バス「上26」・「上58」・「上60」の各系統で、「池之端二丁目」バス停（都道437号線上）からもアクセス可能。

## 学校周辺
本校は文京区との区境線に近く、「◯」印が付されている施設は、文京区に位置する。
- 忍小通り（台東区道）
- 大正寺 - 敷地が隣接。
- 覚性寺 - 敷地が隣接。
- 宗賢寺 - 敷地が隣接。
  - また、忍小通りをはさんで、上述以外の寺院も点在する。
- 台東区立池之端児童館
- 東京都道437号秋葉原雑司ヶ谷線
- 上野公園
  - 不忍池
- ◯東京大学医学部附属病院
- ◯東京大学学生ホール
- このほか、池之端レジデンスなどのマンション・アパートなどの住宅施設も点在する。